# Tatyana Mikhailovna Lioznova
Tatyana Mikhailovna Lioznova (Nữ. Tên tiếng Nga: Татья́на Миха́йловна (Моисе́евна) Лио́знова, sinh ngày 20 tháng 07 năm 1924, mất ngày 29 tháng 09 năm 2011), là một đạo diễn điện ảnh Liên Xô. Bà là Giáo sư đại học lĩnh vực điện ảnh, đạo diễn nổi tiếng với bộ phim truyền hình Mười bảy khoảnh khắc mùa xuân (1973).
Trong nhà nước Xô Viết, bà là Đảng viên Đảng Cộng sản Liên Xô, Nghệ sĩ nhân dân Cộng hòa Xã hội chủ nghĩa Xô viết Liên bang Nga, Nghệ sĩ Nhân dân Liên Xô, Huân chương Cách mạng Tháng Mười Liên Xô.

## Thời trẻ và học tập
Tatiana Mikhailovna Lioznova sinh ra tại thủ đô Moskva trong một gia đình Do Thái. Cha là Moisei Alexandrovich Lioznov (1894-1941), kỹ sư, nhà kinh tế, và mẹ là Ida Izrailevna Lioznova, thợ may. Năm 1941, bố của bà hy sinh trong Chiến tranh Vệ quốc, hai mẹ con sống cùng nhau bằng công việc dệt, may, trong xưởng cắt ở Moskva của mẹ. Tatyana vừa giúp mẹ làm việc, vừa học tập đầy đủ.
Sau khi kết thúc thời trung học, bà nhập học Đại học Hàng không Moskva, nhưng đã nghỉ học chỉ sau một học kỳ. Năm 1943, bà nhập học trường VGIK - Viện Điện ảnh Quốc gia Gerasimov. Khi học ở VGIK, bà từng bị đánh giá không tốt bởi các giảng viên, khi cho rằng lúc đó (năm 1943, bà 19 tuổi) trải nghiệm không phù hợp ngành học, nhưng bà đã thuyết phục các giảng viên để tiếp tục được học, từng làm trợ lý đạo diễn hỗ trợ sản xuất bộ phim Vệ binh trẻ (Молодая гвардия) (1948).
Năm 1949, sau khi tốt nghiệp VGIK, bà được phân về làm việc tại Hãng phim Gorky, nhưng ngay lập tức bị đấy ra khỏi hãng. Sau đó bà trở về nhà phụ giúp mẹ cắt và may quần áo trong vài năm tiếp theo.

## Sự nghiệp
Năm 1953, Tatyana được quay trở lại làm việc trong Hãng phim Gorky, phụ trách các bộ phim thanh thiếu niên. Sự nghiệp của bà ở vị trí này chiếm phần lớn cuộc đời công tác, liên tục cho đến năm 1982. Từ năm 1953, bà cũng làm trợ lý đạo diễn cho Sergei Gerasimov và Boris Buneev, và cũng là đạo diễn thứ hai trong bộ phim đầu tay của Stanislav Rostotsky: Trái đất và con người (Земля и люди) (1955).
Từ năm 1957 đến 1986, bà quay phim tại trường quay với vai trò giám đốc sản xuất. Năm 1958, bà sản xuất bộ phim đầu tiên của mình, Ký ức con tim (Память сердца) (1958), dựa trên kịch bản của Gerasimov và Makarova, người cũng đóng vai nữ chính trong phim. Năm 1963, bộ phim Chinh phục bầu trời (Им покоряется небо) đã được phát hành, dành riêng tưởng niệm các phi công chết trong quá trình luyện tập, thử nghiệm. Cùng năm, bộ phim đã nhận được giải nhất Cánh vàng tại Liên hoan phim quốc tế về hàng không và vũ trụ ở Deauville, Pháp. Năm 1967, bộ phim Ba cây dương trên đường Plyushchikha (Три тополя на Плющихе) được phát hành. Một năm sau, bà nhận được giải nhất tại Liên hoan quốc tế Mar del Plata, Argentina, giải thưởng động lực thúc đẩy cho phản ánh tình thế thực sự về các sự kiện của cuộc sống con người, cho sự hôn nhân chung thủy.
Trong sự nghiệp của mình, Tatyana có phong cách thể hiện những câu chuyện mở, những cảnh gần gũi về mặt tâm lý và những bản nhạc sâu sắc. Đặc biệt từ Ba cây dương trên đường Plyushchikha (1967), một bộ phim đình đám của thập niên 1960, đến bộ phim cuối cùng của bà, Karnaval (Карнавал) (1981).
Bài hát Tenderness, một OST, do Aleksandra Nikolayevna Pakhmutova sáng tác được lan rộng và yêu thích trong cộng đồng đã góp phần kết hợp với bộ phim, khiến cho bộ phim truyền hình cảm động Ba cây dương trên đường Plyushchikha (1967) trở nên phổ biến rộng rãi. Diễn xuất của cặp đôi diễn viên Tatiana Doronina và Oleg Yefremov được đánh giá là một kiệt tác. Câu chuyện về một tình yêu gần như nảy nở của một tài xế taxi và một phụ nữ nông dân đã kết hôn đã chiếm được cảm tình của người xem Liên Xô, tương tự như bộ phim Casablanca nhận được tình yêu của người Mỹ.
Năm 1973, Tatyana đã hoàn thành bộ phim truyền hình dài 12 tập Mười bảy khoảnh khắc mùa xuân dựa trên tiểu thuyết cùng tên Mười bảy khoảnh khắc mùa xuân của nhà văn Yulian Semyonov, được phổ biến rộng rãi. Bộ phim trở nên kinh điển khi được phát sóng nhiều lần trong bốn mươi năm, gồm các diễn viên gạo cội như nhân vật chính Vyacheslav Vasilyevich Tikhonov, Oleg Pavlovich Tabakov. Một số nhân vật trong phim trở thành những nhân vật văn hóa nhạc pop. Đối với bộ phim này, Tatyana đã được trao tặng Huân chương Cách mạng Tháng Mười. Đây cũng là một trong những bộ phim nước ngoài được chiếu ở Việt Nam thời thập niên 80, được đông đảo người xem yêu quý.
Từ 1975 đến 1980, bà dạy ở VGIK. Cùng với Lev Kulidzhanov, bà giám sát một xưởng đạo diễn và diễn xuất mới. Năm 1980, bà đã quay một bộ phim truyền hình hai phần trong thể loại phim truyền hình xã hội Chúng tôi, những người ký tên (Мы, нижеподписавшиеся).
Năm 1981, Tatyana sản xuất bộ phim Karnaval (1981). Đây là bộ phim trong một thể loại hoàn toàn khác - một vở nhạc kịch bi hài, được thực hiện dựa trên một câu chuyện bị lãng quên của nhà văn Anna Rodionova, người đồng viết kịch bản. Bài hát trong bộ phim Hãy gọi cho tôi (Позвони мне, позвони) của Robert Ivanovich Rozhdestvensky và Maxim Dunaevsky đã trở thành bản hit phổ biến rộng rãi khắp Liên Xô. Tác phẩm Karnaval (1981) của Tatyana có kịch bản về một người phụ nữ với giấc mơ hoài bão vùng thành thị, gặp phải nhiều điều khó khăn, và cuối cùng trở về sống cùng mẹ, miêu tả nét giống cuộc đời của bà, đều mất bố từ trẻ, sống một mình với mẹ.
Tác phẩm cuối cùng của Tatyana là bộ phim truyền hình tư tưởng chống Mỹ trong giai đoạn cuối của Chiến tranh lạnh, Thảo luận kết thúc thế giới (Конец света с последующим симпозиумом) (1986) dựa trên vở kịch của Arthur Kopit. Phim dự kiến gồm ba phần, nhưng do những thay đổi nhanh chóng tròng thời kỳ này, bộ phim chỉ được chiếu một lần vào đầu tháng 03 năm 1987 và không còn được phát sóng tiếp.
Bên cạnh việc sáng tạo phim, Tatyana còn dành nhiều nỗ lực và thời gian để giảng dạy, đào tạo học sinh sinh viên điện ảnh. Trong số các sinh viên của Giáo sư Tatyana có rất nhiều nhà làm phim nổi tiếng ngày nay. Bà là thành viên của Hội các nhà quay phim Liên Xô. Được biết đến như một người nỗ lực không mệt mỏi, bà được trao tặng danh hiệu Nghệ sĩ Nhân dân Liên Xô vào năm 1984.

## Cuộc đời cá nhân
Tatyana sống độc thân cả đời. Bà không lấy chồng, năm 1960, bà nhận cô bé Lyudmila Lisina, con gái của Vasily Koloshenko - người bạn thân thiết, nuôi nấng cô bé trưởng thành. Bà là người Do Thái, thành viên của Ủy ban Chống chủ nghĩa phục quốc Do Thái Liên Xô từ năm 1983 cho đến khi Ủy ban giải tán năm 1994. Những năm thời kỳ Liên Xô tan rã, với cuộc đời gắn bó với đất nước, tâm hôn của bà đã tổn thương lớn.
Tatyana Lioznova qua đời vào ngày 29 tháng 09 năm 2011 tại Moscow ở tuổi 88 sau một thời gian dài bị bệnh. Bà được hỏa táng, chiếc bình đựng tro cốt được chôn cất tại nghĩa trang Donskoy, Moscow trong cùng một ngôi mộ với mẹ.
Tatyana được đông đảo người ngưỡng mộ. Trong bức điện chia buồn được đăng tải trên website của Chính phủ Nga năm 2011, Thủ tướng Putin viết: Sự ra đi của đạo diễn Lioznova là tổn thất lớn của nền văn hóa Nga. Người phụ nữ lạ thường này sẽ vẫn còn mãi trong ký ức chúng ta.
Ngày 20 tháng 07 năm 2020, Google đã tổ chức kỷ niệm 96 năm ngày sinh của Tatyana Loiznova tại Google Doodle, công bố trên internet Nga.

## Các bộ phim
Các bộ phim được Tatyana sản xuất dưới dạng đạo diễn trong sự nghiệp của mình:

### Đạo diễn
- Trung Quốc giải phóng (Освобождённый Китай) (1950). Vai trò trợ lý đạo diễn.
- Ký ức con tim (Память сердца) (1958).
- Evdokia (Евдокия) (1961).
- Chinh phục bầu trời (Им покоряется небо) (1963).
- Sáng sớm (1965).
- Ba cây dương trên đường Plyushchikha (Три тополя на Плющихе) (1967).
- Mười bảy khoảnh khắc mùa xuân (Семнадцать мгновений весны) (1973); phim truyền hình.
- Chúng tôi, những người ký tên (Мы, нижеподписавшиеся) (1981).
- Karnaval (1981), tên gốc tiếng Nga là Карнавал.
- Hội nghị kết thúc thế giới (Конец света с последующим симпозиумом) (1986).

### Vai trò khác
- Đồng thời biên kịch Karnaval (1981) và Hội nghị kết thúc thế giới (1986).
- Tham gia phim tài liệu VGIK: giảng viên và sinh viên về điện ảnh (ВГИК: Педагоги и студенты говорят о профессии), năm 1979; phim tài liệu Lịch sử gần đây: Mười bảy khoảnh khắc mùa xuân sau 25 năm (Новейшая история. Семнадцать мгновений весны 25 лет спустя), năm 1998.
- Nhân vật trong phim lưu trữ: phim tài liệu Bí mật điện ảnh Liên Xô. Karnaval (Тайны советского кино. Карнавал), năm 2012.

## Giải thưởng
- Nghệ sĩ danh dự Cộng hòa Xã hội chủ nghĩa Xô viết Liên bang Nga (18 tháng 8 năm 1969) - vì thành tích trong lĩnh vực điện ảnh Liên Xô.[20]
- Nghệ sĩ nhân dân Cộng hòa Xã hội chủ nghĩa Xô viết Liên bang Nga (04 tháng 09 năm 1974) - vì cống hiến lĩnh vực điện ảnh Liên Xô.[21]
- Nghệ sĩ nhân dân Liên Xô (26 tháng 09 năm 1984) - vì cống hiến lĩnh vực điện ảnh Liên Xô.
- Giải thưởng Nhà nước của anh em nhà Vasiliev, Xô viết Liên bang Nga (23 tháng 12 năm 1976), bộ phim truyền hình dài tập xuất sắc Mười bảy khoảnh khắc mùa xuân (1973).
- Huân chương Công trạng Tổ quốc, bậc III (20 tháng 7 năm 1999) - vì cống hiến điện ảnh.[22]
- Huân chương Công trạng Tổ quốc, bậc IV (20 tháng 7 năm 2009) - vì cống hiến điện ảnh trong nước và nhiều năm hoạt động sáng tạo.[23]
- Huân chương Danh dự Liên bang Nga (09 tháng 03 năm 1996) - vì phục vụ cống hiến không ngừng nghỉ.[24]
- Huân chương Cách mạng Tháng Mười, huân chương cao quý thứ hai của Liên Xô (28 tháng 06 năm 1982) - vì cống hiện cho dịch vụ sản xuất phim truyền hình Liên Xô và sáng tạo ra bộ phim Mười bảy khoảnh khắc mùa xuân.[25]
- Huân chương Cờ đỏ Lao động.[25]
- Huân chương Hữu nghị các dân tộc.
- Giải đặc biệt của Tổng thống Liên bang Nga (12 tháng 6 năm 2000) Vì những đóng góp nổi bật cho sự phát triển của điện ảnh Nga.[26]
- Giải nhất Liên hoan phim Deauville, dành riêng cho chủ đề hàng không và vũ trụ học (1963), bộ phim Họ chinh phục bầu trời (Им покоряется небо))
- Giải thưởng cục Hội đồng Điện ảnh Công giáo quốc tế (1968) tại Liên hoan phim quốc tế Mar del Plata, bộ phim Three Poplars in Plyushcikha.
- Liên hoan phim Liên Xô 1981, Giải nhất We, the Undersigned (1981).
- Liên hoan phim Liên Xô 1982, Giải nhất Carnaval (1981).